# Warroad
Warroad és una població dels Estats Units a l'estat de Minnesota. Segons el cens del 2000 tenia 1.722 habitants.

## Demografia
Segons el cens del 2000, Warroad tenia 1.722 habitants, 657 habitatges, i 419 famílies. La densitat de població era de 254,7 habitants per km².
Dels 657 habitatges en un 39,3% hi vivien nens de menys de 18 anys, en un 48,6% hi vivien parelles casades, en un 10,5% dones solteres, i en un 36,1% no eren unitats familiars. En el 32,4% dels habitatges hi vivien persones soles el 9,6% de les quals corresponia a persones de 65 anys o més que vivien soles. El nombre mitjà de persones vivint en cada habitatge era de 2,52 i el nombre mitjà de persones que vivien en cada família era de 3,22.
Per edats la població es repartia de la següent manera: un 31,5% tenia menys de 18 anys, un 7,8% entre 18 i 24, un 30,3% entre 25 i 44, un 18,5% de 45 a 60 i un 12% 65 anys o més.
L'edat mediana era de 33 anys. Per cada 100 dones de 18 o més anys hi havia 96 homes.
La renda mediana per habitatge era de 34.948 $ i la renda mediana per família de 44.667 $. Els homes tenien una renda mediana de 27.123 $ mentre que les dones 22.465 $. La renda per capita de la població era de 16.412 $. Entorn del 7,3% de les famílies i el 8,8% de la població estaven per davall del llindar de pobresa.

## Poblacions més properes
El següent diagrama mostra les poblacions més properes.